# 129 Korpus Strzelecki (ZSRR)
129 Korpus Strzelecki (ros. 129 стрелковый корпус) – wyższy związek taktyczny Armii Czerwonej.
129 Korpus Strzelecki został sformowany w 1944. W czasie walk na ziemiach polskich dowodzony był przez gen. mjra Michaiła Anaszkina. Uczestniczył m.in. w złamaniu oporu armii niemieckiej w Osinowie Dolnym, przyczyniając się do zakończenia władzy III Rzeszy na tym terenie. Szlak bojowy 129 Korpusu Strzeleckiego prowadził z Kowla przez: Łuków, Mińsk Mazowiecki, Wołomin i Myślibórz, a zakończył się udziałem w operacji berlińskiej, w czasie której 129 KS wchodził w skład 47 Armii.

## Dowódcy korpusu
- gen. mjr Aleksandr Maksimow (21.04.1944 – 10.05.1944)
- gen. mjr Michaił Anaszkin (11.05.1944 – 09.05.1945)[2]

## Struktura organizacyjna
Skład 16 kwietnia 1945:
- 82 Dywizja Piechoty
- 132 Dywizja Piechoty
- 143 Dywizja Piechoty